# Петър Карчев
Петър Георгиев Карчев е български публицист и революционер, деец на Вътрешната македонска революционна организация (обединена). Карчев е деец на Народнолибералната партия и е един от най-близките сътрудници на Никола Генадиев. Занимава се с журналистика от 1908 година, редактор е на вестниците „Воля“ (1919), „Народно единство“ (1923 - 1925), „Свобода“ (1925), „АБВ“, „Днес“, „ЕК“ (1925), „Независимост“ (1927 - 1934), „Земеделска задруга“ (1936 - 1939), „Нова камбана“ (1938), „Земеделска защита“ (1945 - 1947) и пише във вестниците „Литературен глас“ (1928 – 1932) и „Пладне“ (1929 – 1930) и в списанията „Огнище“, „Родна мисъл“.

## Биография
Карчев е роден в 1889 година в град Охрид, тогава в Османската империя, днес в Северна Македония в семейството на Георги Карчев и Ксантипа (Сантипия) Огненова-Карчева. Брат на майка му е видният общественик и революционер Лев Огненов. Баща му и вуйчо му му дават българско патриотично възпитание:
| „ | Узнах още, че освободеният български народ и ние сме едно и също нещо. Езикът, който учехме в училище, беше „горно-бугарски“. Ние имахме и друг враг освен турците — това бяха гърците, които са ни владели в миналото чрез владиците и Патриаршията си. Сега си имахме свой екзарх в Стамбул... | “ |

Карчев завършва прогимназия в родния си град и в 1902 година пристига в България, където учи в Плевен, Враца (1905 – 1906) и в Първа софийска мъжка гимназия (1906 - 1907). Учителства една година в село Злокучене, Плевенско.
В 1908 година си намира работа като репортер в органа на Народнолибералната партия „Българска независимост“ (1908), препоръчан от Димчо Дебелянов на редактора Трифон Кунев. След закриването на вестника в края на годината, от септември 1909 година е учител в село Ракита, Луковитско, и влиза в Народнолибералната партия.
Постъпва във вестник „Воля“, при основаването му през март 1911 година. Участва в Балканската война като артилерист при обсадата на Одрин. След войната от 1914 година отново работи във „Воля“ като завежда парламентарния и политическия репортаж.
Следва право в Софийския университет. Адвокат е в София и Русе.
Запознава се с Никола Генадиев и става негов верен сътрудник до края на живота му. Пише във вестник „Воля“ на Симеон Радев. В 1914 година кореспондент на органа на македонски българи, емигранти в Гранит Сити, САЩ „Народен глас“ от България е журналистът Петър Карчев, пишещ под псевдонима П. Езерски.
По време на Първата световна война от края на 1917 година служи в Четвърта пехотна преславска дивизия като кореспондент на „Военни известия“ в Северна Добруджа, а от лятото на 1918 година — в Мариово. След войната в 1919 година става главен редактор на „Воля“ и като такъв става секретар на Централното бюро на Народнолибералната партия.
От началото на 1921 година, след разногласия с Генадиев и отказ да оглави новия вестник „Независимост“, орган на Националлибералната партия, Карчев се мести като адвокат в Русе. В Русе пише във вестник „Ратник“ и редактира „Свободна воля“, местен орган на Националлибералната партия.
Участва като делегат от Русенското македонско братство в обединителния конгрес на Македонската федеративна организация и Съюза на македонските емигрантски организации от януари 1923 година.
От убийството на Никола Генадиев в 1923 до юни 1924 г. Карчев е главен редактор на „Народно единство“, органа на новооснованата от Генадиев партия Народно единство, на която Карчев е и секретар. По-късно редактира „Свобода“, Земеделска задруга“, „Земеделска защита“. По-късно се включве в дейността на ВМРО (обединена) и сътрудничи на Павел Шатев. Участва в Цариградската конференция на ВМРО (обединена) през 1929 година.
В 1930 година е арестуван с Георги Занков във Виена, но е освободен и екстрадиран в Германия. На 1 април 1930 година поема редактирането на „Независимост“.
Умира в София през 1965 година. Погребан е в Централните софийски гробища.